# ドライフラワー (優里の曲)
「ドライフラワー」は、日本のシンガーソングライター・優里の楽曲。メジャー2作目の配信限定シングルとして2020年10月25日にリリースされた。
楽曲は、ある二人が経験する別れを女性目線で描き、両者のすれ違う心情をリアリティのある歌詞で綴ったバラードである。PVは、神奈川県鎌倉市などで撮影されている。
SNSで若い世代を中心にじわじわと支持を広げ、ミュージシャンが一発撮りのパフォーマンスを披露する人気YouTubeチャンネル「THE FIRST TAKE」への出演をきっかけに一気に楽曲が拡散。ビルボード・ジャパンの2021年度年間チャートではダウンロード、ストリーミング、総合すべてにおいて年間首位を獲得しており、ストリーミング再生回数は10億回を、デジタルセールスは45万DLを突破している。

## 背景
2019年12月に配信リリースされたデビュー曲「かくれんぼ」で歌われた失恋を女性目線で描いた楽曲。ミュージックビデオも「かくれんぼ」に対するアフターストーリーとなっている。2020年10月30日にはYouTubeのチャンネル「THE FIRST TAKE」にてアレンジバージョンが公開された。

## 評価と受賞
- ライターの荻原梓は、本楽曲は「シンガーとしての優里の優れた能力を表す楽曲」であり、また「優里の歌声の細かな技術や、歌詞の世界を伝える表現力、多彩な歌唱法」などカラオケで“挑戦したくなる”要素が本楽曲には詰まっていると指摘。本楽曲がカラオケで人気を博したことについて「いかに『ドライフラワー』が“歌いたい”と思える楽曲だったかを証明する結果」と述べた[14]。

### 受賞
- MTV Video Music Awards Japan 2021 最優秀楽曲賞（2021年）[15]
- SPACE SHOWER MUSIC AWARDS 2022 SONG OF THE YEAR（2022年）[16]
- 2023年JASRAC賞金賞

## チャート成績
本楽曲は、発売初週となる2020年11月3日付の「Billboard Japan Download Songs」で94位に初登場した。2週目もダウンロード、ストリーミングともに順位を伸ばし、総合チャート「Billboard Japan Hot 100」で93位をマークしてTOP100圏内に初登場した。その後も急激に順位を伸ばし、リリース5週目となる11月30日付の「Billboard Japan Streaming Songs」で4位 (7,721,082再生) をマーク、総合チャート「Hot 100」で初のTOP10入りを果たした。その後も高順位を推移し、翌年1月に入るとストリーミング累計再生回数が8000万回を突破した。
2021年1月27日、2月1日付「Streaming Songs」で初の首位 (11,269,281回再生) を獲得し、ストリーミング累計再生回数が1億回を突破した。この1億回突破はチャートイン13週目での記録で、歴代3番目の速さでの達成となっている (男性ソロアーティストの記録では歴代1位)。「Streaming Songs」では、同週から3月31日公開チャートにかけて10連覇を達成している。その後は、2021年3月29日付の「Streaming Songs」でストリーミング累計再生回数が2億回再生を、2021年6月2日公開の同チャートでは3億回再生を突破している。後者は31週目での記録 (歴代2位の速さ、2021年6月現在）。なお、優里の楽曲が累計3億回を超えるのは初のこと。
また本楽曲は、2021年6月4日に発表されたビルボード・ジャパンの2021年上半期総合ソング・チャートにて、総合1位を獲得した。2021年9月1日公開のBillboard JAPAN ストリーミング・ソング・チャート“Streaming Songs”にて、ストリーミング累計4億回再生を突破したことが発表された。　「ドライフラワー」の4億回再生突破は、チャートイン44週目にして、男性ソロ・アーティストとして初＆最速であり、なおかつ日本人アーティストとして最速の記録で、BTS「Dynamite」の42週に続き歴代2番目のスピードという快挙。チャートイン60週目を迎えた12月22日公開のチャートではストリーミング累計5億回再生を突破した
ビルボード・ジャパンの2021年年間チャートでは総合首位を獲得。各指標では、ストリーミング、ダウンロード、カラオケで1位となり計3冠を達成。他指標では動画再生3位、Twitter 43位、ラジオ54位となっている。

### 売上と認定
|                                | 認定 (RIAJ)      | 売上/再生回数      |
| ------------------------------ | ---------------- | ------------------ |
| ダウンロード                   | ダブル・プラチナ | 527,000 DL         |
| ストリーミング                 | ダイヤモンド     | 500,000,000 回再生 |
| *認定のみに基づく売上/再生回数 |                  |                    |

## テレビ披露
| 日時           | 放送局       | 番組名                                              |
| -------------- | ------------ | --------------------------------------------------- |
| 2021年1月28日  | 日本テレビ系 | 「スッキリ」                                        |
| 2021年2月12日  | テレビ朝日系 | 「ミュージックステーション」                        |
| 2021年3月1日   | TBS系        | 「CDTVライブ!ライブ!」                              |
| 2021年6月17日  | NHK総合      | 「SONGS」                                           |
| 2021年7月3日   | 日本テレビ系 | 「THE MUSIC DAY」                                   |
| 2021年7月14日  | フジテレビ系 | 「2021 FNS歌謡祭 夏」                               |
| 2021年7月17日  | TBS系        | 「音楽の日」                                        |
| 2021年12月8日  | フジテレビ系 | 「2021 FNS歌謡祭 第2夜」                            |
| 2021年12月20日 | TBS系        | 「『CDTVライブ!ライブ!』クリスマス4時間スペシャル」 |
| 2021年12月24日 | テレビ朝日系 | 「ミュージックステーションスーパーライブ2021」      |

## カバー
- Uru

2021年2月10日リリースのシングル「ファーストラヴ」に収録。
- 日比麻音子（TBSテレビアナウンサー）

『スイモクちゃんねる』（BS-TBS）では、2021年4月から同年9月23日の最終回まで、「TBSアナが本気で歌ってみた」（TBSテレビの現職アナウンサーがレコーディングブースで臨んだカラオケ挑戦企画）で本楽曲を歌唱した際の収録音源をエンディングで流していた。
優里がファーストアルバム「壱」を発表した2022年1月には、『Nスタ』（2021年10月から月・火曜日にニュースプレゼンターを担当）のロケ企画で優里への単独インタビューが実現。その模様を収めた映像が、2022年1月12日（水曜日）の第1部（TBSテレビと一部の系列局）で放送された。
- 岡田奈々 (1997年生のアイドル)

2022年1月14日に彼女のYouTubeチャンネルでリリースされた。
- GARNiDELiA

GARNiDELiAのJ-POPカバー企画「GARNiDELiA Cover Collection」の第6弾として、2022年5月6日に自身のYouTubeチャンネルにMVを公開。
- Ado

カバーアルバム『Adoの歌ってみたアルバム』（2023年12月13日発売）に収録。
- ソヒ（RIIZE）

2024年8月、RIIZE公式YouTubeにて公開。

## 「ドライフラワー -七月の部屋-」
「かくれんぼ」と「ドライフラワー」にインスパイアされた全3話のドラマ。8月よりHuluにて配信される。